# New Basket Brindisi 2010-2011
Questa voce raccoglie le informazioni riguardanti la New Basket Brindisi nelle competizioni ufficiali della stagione 2010-2011.

## Stagione
La stagione 2010-2011 della New Basket Brindisi, sponsorizzata Enel partecipa per la 1ª volta al campionato di Serie A.
All'inizio della nuova stagione la Lega Basket decise di modificare il regolamento riguardo al numero di giocatori stranieri da schierare contemporaneamente in campo. Si decise così di optare per la scelta della formula con 5 giocatori stranieri di cui massimo 3 non appartenenti a Paesi appartenenti alla FIBA Europe.
Della squadra promossa l'anno precedente rimangono nel roster in virtù di un contratto biennale Giuliano Maresca, Luca Infante e Nikola Radulović. Il primo ingaggio della nuova stagione è la guardia USA Chris Monroe proveniente dall' Olimpia Milano dove aveva appena finito di disputare la finale scudetto, non sarà un acquisto fortunato perché il giocatore si infortuna nella pre-season disputando appena 3 partite nelle file brindisine, successivamente vengono ingaggiati il play USA Bobby Dixon anche lui in Italia l'anno precedente alla Benetton Treviso e il suo vice l'italo-americano Anthony Giovacchini dalla Pallacanestro Cantù. Direttamente dalla NBA sponda Miami Heat viene messo sotto contratto l'ala francese Yakhouba Diawara, mentre dalla Scavolini Pesaro giunge a Brindisi il pivot Eric Williams, il quale dopo poche settimane rescinderà consensualmente per motivi "famigliari" al suo posto viene firmato Kris Lang centro statunitense della UNC l'anno precedente in Turchia al Turk Telekom. Nella quota comunitari viene firmata l'ala grande bosniaca Edin Bavčić proveniente dall' Olimpia Lubiana, anche con lui verrà rescisso il contratto nel corso della stagione, al suo posto l'ala grande francese Hervé Touré proveniente dalla Virtus Roma. Sempre durante la stagione vengono contrattualizzati la combo guard USA Anthony Roberson precedentemente allo Strasburgo, l'ala italiana Federico Pugi dalla Pallacanestro Reggiana, l'ala grande statunitense con passaporto italiano Maurice Taylor e il play USA Cedric Jackson.
Anche a livello tecnico c'è un avvicendamento a stagione in corso infatti Luca Bechi prenderà il posto di Giovanni Perdichizzi
Miglior marcatore della stagione è Yakhouba Diawara con 409 punti in 30 partite seguito da Anthony Roberson con 379 p. in 28 p. e da Bobby Dixon con 365 p in 30 p..

## Roster
| Enel Brindisi 2010-11 | Enel Brindisi 2010-11 |
| Giocatori             | Staff tecnico         |
| --------------------- | --------------------- |

| N. | Naz.                                       | Ruolo | Nome                | Anno | Alt.   | Peso   |  |
| -- | ------------------------------------------ | ----- | ------------------- | ---- | ------ | ------ |  |
| 4  | Stati Uniti (bandiera)                     | C     | Kris Lang           | 1979 | 211 cm | 112 kg |  |
| 5  | Croazia (bandiera) · Italia (bandiera)     | AG    | Nikola Radulović    | 1973 | 207 cm | 105 kg |  |
| 5  | Stati Uniti (bandiera)                     | PG    | Cedric Jackson      | 1986 | 191 cm | 86 kg  |  |
| 7  | Stati Uniti (bandiera)                     | PG    | Anthony Roberson    | 1983 | 183 cm | 82 kg  |  |
| 8  | Italia (bandiera)                          | AG    | Maurizio Vorzillo   | 1992 | 195 cm | 85 kg  |  |
| 9  | Italia (bandiera)                          | G     | Giuliano Maresca    | 1981 | 192 cm | 86 kg  |  |
| 10 | Italia (bandiera)                          | AG    | Luca Infante (C)    | 1982 | 204 cm | 105 kg |  |
| 13 | Stati Uniti (bandiera)                     | G     | Chris Monroe        | 1981 | 188 cm | 90 kg  |  |
| 14 | Italia (bandiera)                          | G     | Stefano Gallea      | 1983 | 195 cm | 88 kg  |  |
| 16 | Italia (bandiera)                          | A     | Federico Pugi       | 1985 | 206 cm | 98 kg  |  |
| 21 | Stati Uniti (bandiera)                     | P     | Bobby Dixon         | 1983 | 178 cm | 73 kg  |  |
| 23 | Stati Uniti (bandiera) · Italia (bandiera) | C     | Maurice Taylor      | 1976 | 206 cm | 118 kg |  |
| 24 | Francia (bandiera)                         | AP    | Yakhouba Diawara    | 1982 | 201 cm | 102 kg |  |
| 25 | Stati Uniti (bandiera) · Italia (bandiera) | P     | Anthony Giovacchini | 1979 | 188 cm | 83 kg  |  |
| 32 | Francia (bandiera)                         | AG    | Hervé Touré         | 1982 | 204 cm | 105 kg |  |
| 35 | Italia (bandiera)                          | AP    | Matteo Danese       | 1993 | 189 cm |        |  |
| 51 | Bosnia ed Erzegovina (bandiera)            | AC    | Edin Bavčić         | 1984 | 211 cm | 111 kg |  |

| Allenatore                                                                  |
| - Giovanni Perdichizzi (fino al 31 dicembre) - Luca Bechi (dal 31 dicembre) |
| Assistente/i                                                                |
| - Daniele Michelutti - Agostino Origlio Legenda - (C) Capitano Roster       |

Budget complessivo = 4.512K € (Bilancio depositato presso la CCIAA di Brindisi)

## Mercato

### Sessione estiva
| Acquisti | Acquisti            | Acquisti         | Acquisti   | Acquisti |
| R.       | Nome                | da               | Modalità   |          |
| -------- | ------------------- | ---------------- | ---------- | -------- |
| G        | Chris Monroe        | Olimpia Milano   | definitivo |          |
| C        | Kris Lang           | Türk Telekom     | definitivo |          |
| G        | Stefano Gallea      | Fiorese Bassano  | definitivo |          |
| P        | Anthony Giovacchini | Pall. Cantù      | definitivo |          |
| C        | Eric Williams       | V.L. Pesaro      | definitivo |          |
| AP       | Yakhouba Diawara    | Miami Heat       | definitivo |          |
| AC       | Edin Bavčić         | Olimpija Lubiana | definitivo |          |
| P        | Bobby Dixon         | Pall. Treviso    | definitivo |          |

| Cessioni | Cessioni          | Cessioni          | Cessioni       |
| R.       | Nome              | a                 | Modalità       |
| -------- | ----------------- | ----------------- | -------------- |
| PG       | Joe Crispin       | Barcellona        | fine contratto |
| G        | Michele Cardinali | Barcellona        | fine contratto |
| C        | Sylvere Bryan     | Reyer Venezia     | fine contratto |
| C        | Riccardo Malagoli | Virtus Bologna    | fine prestito  |
| P        | Mauro Pinton      | Crabs Rimini      | fine prestito  |
| AG       | Miha Zupan        | Trikala           | fine contratto |
| A        | Riccardo Coviello |                   | fine contratto |
| AP       | Omar Thomas       | Scandone Avellino | fine contratto |
| C        | Eric Williams     | Free agent        | rescissione    |

### Dopo l'inizio della stagione
| Acquisti | Acquisti         | Acquisti       | Acquisti         | Acquisti   |
| R.       | Nome             | da             | data             | Modalità   |
| -------- | ---------------- | -------------- | ---------------- | ---------- |
| G        | Anthony Roberson | Free agent     | 28 ottobre 2010  | definitivo |
| AG       | Federico Pugi    | Pall. Reggiana | 11 novembre 2010 | definitivo |
| AG       | Hervé Touré      | Virtus Roma    | 11 novembre 2010 | definitivo |
| ALL      | Luca Bechi       | Free agent     | 31 dicembre 2010 | definitivo |
| C        | Maurice Taylor   | Free agent     | 18 febbraio 2011 | definitivo |
| PG       | Cedric Jackson   | Idaho Stampede | 20 aprile 2011   | definitivo |

| Cessioni | Cessioni             | Cessioni       | Cessioni         | Cessioni    |
| R.       | Nome                 | a              | data             | Modalità    |
| -------- | -------------------- | -------------- | ---------------- | ----------- |
| AG       | Nikola Radulović     | Scafati Basket | 12 novembre 2010 | rescissione |
| AC       | Edin Bavčić          | Chimik Južnyj  | 24 novembre 2010 | rescissione |
| ALL      | Giovanni Perdichizzi | Free agent     | 31 dicembre 2010 | rescissione |
| G        | Chris Monroe         | ČEZ Nymburk    | 11 febbraio 2011 | rescissione |
| C        | Maurice Taylor       |                | 20 aprile 2011   | ritirato    |

## Risultati

### Serie A

#### Regular season

##### Girone di andata
| Arbitri: | Cerebuch Sardella Pinto |

|                                     |            |                               |
| Đedović 18, Dašić 17, Washington 17 | Punti      | 18 Diawara, 14 Lang, 10 Dixon |
| Vitali 6                            | Assist     | 2 Maresca, Monroe             |
| Dašić 9                             | Rimbalzi   | 9 Dixon                       |
| Matteo Boniciolli                   | Allenatori | Giovanni Perdichizzi          |

| Arbitri: | Lamonica Duranti Biggi |

|                                  |            |                                  |
| Diawara 20, Dixon 19, Maresca 12 | Punti      | Winston 23, Koponen 16, Homan 14 |
| Diawara 2                        | Assist     | 2 Amoroso, Poeta                 |
| Dixon, Bavčić, Lang 7            | Rimbalzi   | 6 Amoroso                        |
| Giovanni Perdichizzi             | Allenatori | Lino Lardo                       |

| Arbitri: | Lo Guzzo Tola Lanzarini |

|                                |            |                                  |
| Roberson 19, Dixon 16, Lang 10 | Punti      | 20 Milič, 16 Rowland, 15 Drozdov |
| Dixon 3                        | Assist     | 2 Foster, Perković, Rowland      |
| Lang 12                        | Rimbalzi   | 9 Drozdov                        |
| Giovanni Perdichizzi           | Allenatori | Tomo Mahorič                     |

| Arbitri: | Seghetti Begnis Caiazza |

|                                      |            |                                   |
| Hawkins 21, Mancinelli 16, Jaaber 14 | Punti      | Diawara 19, Roberson 17, Dixon 13 |
| Finley, Hawkins, Mordente 4          | Assist     | 5 Dixon                           |
| Ganeto 5                             | Rimbalzi   | 6 Diawara, Dixon                  |
| Piero Bucchi                         | Allenatori | Giovanni Perdichizzi              |

| Arbitri: | Cerebuch Duranti Ramilli |

|                             |            |                                 |
| Thomas 19, Goss 13, Slay 13 | Punti      | 20 Roberson, 16 Dixon, 13 Touré |
| Goss 8                      | Assist     | 3 Dixon                         |
| Slay 16                     | Rimbalzi   | 14 Touré                        |
| Carlo Recalcati             | Allenatori | Giovanni Perdichizzi            |

| Arbitri: | Paternicò Pozzana Crescenti |

|                                |            |                                   |
| Dixon 19, Diawara 17, Touré 15 | Punti      | 18 Koszarek, 17 Jones, 11 Colussi |
| Dixon, Giovacchini 2           | Assist     |                                   |
| Lang 11                        | Rimbalzi   | 10 Jones                          |
| Giovanni Perdichizzi           | Allenatori | Stefano Sacripanti                |

| Arbitri: | Lo Guzzo Tola Vicino |

|                                   |            |                                   |
| White 33, Tsaldarīs 19, Hunter 17 | Punti      | 20 Dixon, 17 Roberson, 17 Diawara |
| Pinton 4                          | Assist     | 4 Dixon                           |
| Hubálek 13                        | Rimbalzi   | 8 Diawara                         |
| Romeo Sacchetti                   | Allenatori | Giovanni Perdichizzi              |

| Arbitri: | Sahin Seghetti Quacci |

|                                  |            |                                |
| Maresca 18, Diawara 16, Touré 16 | Punti      | 15 Ford, 14 Ray, 14 Maestranzi |
| Dixon 5                          | Assist     | 4 Maestranzi                   |
| Lang 10                          | Rimbalzi   | 11 Ford                        |
| Giovanni Perdichizzi             | Allenatori | Stefano Pillastrini            |

| Arbitri: | Paternicò Begnis Caiazza |

|                             |            |                                        |
| Touré 20, Maresca 9, Lang 6 | Punti      | 13 Raković, 13 Lavrinovič, 10 Kaukėnas |
| Infante, Maresca 2          | Assist     | 3 Moss, Stonerook                      |
| Dixon 11                    | Rimbalzi   | 9 Lavrinovič                           |
| Giovanni Perdichizzi        | Allenatori | Simone Pianigiani                      |

| Arbitri: | Cicoria Duranti Crescenti |

|                              |            |                                    |
| Tabu 20, Micov 17, Ortner 13 | Punti      | 21 Lang, 10 Diawara, 8 Giovacchini |
| Leunen, Mazzarino 7          | Assist     | 4 Dixon                            |
| Ortner 7                     | Rimbalzi   | 6 Diawara, Lang                    |
| Andrea Trinchieri            | Allenatori | Giovanni Perdichizzi               |

| Arbitri: | Facchini Giansanti Pinto |

|                                        |            |                                  |
| D. Diener 17, Fletcher 14, Boscagin 11 | Punti      | 17 Diawara, 14 Lang, 11 Roberson |
| D. Diener, Zoroski 3                   | Assist     | 2 Dixon, Maresca                 |
| Polonara 10                            | Rimbalzi   | 11 Diawara, Lang                 |
| Alessandro Ramagli                     | Allenatori | Giovanni Perdichizzi             |

| Arbitri: | Sahin Pozzana Bettini |

|                                |            |                                 |
| Dixon 24, Roberson 18, Lang 15 | Punti      | 14 Díaz, 13 Collins, 12 Flamini |
| Dixon 8                        | Assist     | 2 Collins, Díaz                 |
| Touré 11                       | Rimbalzi   | 9 Aleksandrov, Díaz, Lydeka     |
| Luca Bechi                     | Allenatori | Luca Dalmonte                   |

| Arbitri: | Begnis Lo Guzzo Ramilli |

|                                     |            |                                 |
| Toolson 14, Smith 12, Motiejūnas 12 | Punti      | 18 Diawara, 13 Maresca, 10 Pugi |
| Marković 4                          | Assist     | 3 Dixon                         |
| Cuccarolo 9                         | Rimbalzi   | 6 Touré                         |
| Jasmin Repeša                       | Allenatori | Luca Bechi                      |

| Arbitri: | Paternicò Seghetti Aronne |

|                                 |            |                                  |
| Roberson 24, Dixon 20, Touré 19 | Punti      | 22 Sosa, 19 Salyers, 12 Viggiano |
| Dixon 3                         | Assist     | 3 Sosa                           |
| Touré 9                         | Rimbalzi   | 7 Suton                          |
| Luca Bechi                      | Allenatori | Massimo Cancellieri              |

| Arbitri: | Mattioli Tola Crescenti |

|                                 |            |                                   |
| Troutman 22, Dean 17, Thomas 11 | Punti      | 27 Roberson, 15 Diawara, 14 Dixon |
| Green 10                        | Assist     | 7 Dixon                           |
| Troutman 16                     | Rimbalzi   | 10 Lang                           |
| Francesco Vitucci               | Allenatori | Luca Bechi                        |

##### Girone di ritorno
| Arbitri: | Lamonica Duranti Capurro |

|                                   |            |                                |
| Roberson 23, Dixon 15, Diawara 15 | Punti      | 23 Smith, 15 Datome, 13 Gordić |
| Roberson 3                        | Assist     | 3 Gordić, Washington           |
| Lang 11                           | Rimbalzi   | 6 Dašić                        |
| Luca Bechi                        | Allenatori | Sašo Filipovski                |

| Arbitri: | Pozzana Lo Guzzo Pinto |

|                                    |            |                                  |
| Rivers 17, Homan 15, Sanik'idze 14 | Punti      | Roberson 27, Diawara 13, Lang 12 |
| Poeta 6                            | Assist     | 2 Dixon                          |
| Sanik'idze 12                      | Rimbalzi   | 8 Lang                           |
| Lino Lardo                         | Allenatori | Luca Bechi                       |

| Arbitri: | Cerebuch Seghetti Aronne |

|                                   |            |                                  |
| Milič 16, Drozdov 15, Perković 15 | Punti      | 22 Roberson, 18 Diawara, 8 Dixon |
| Rowland 6                         | Assist     |                                  |
| Milič 9                           | Rimbalzi   | 6 Diawara, Infante, Touré        |
| Tomo Mahorič                      | Allenatori | Luca Bechi                       |

| Arbitri: | Taurino Mattioli Martolini |

|                                 |            |                              |
| Roberson 20 Diawara 18 Dixon 16 | Punti      | 19 Greer 16 Pečerov 9 Jaaber |
| Dixon 4                         | Assist     | 2 Greer, Jaaber              |
| Dixon 9                         | Rimbalzi   | 8 Rocca                      |
| Luca Bechi                      | Allenatori | Dan Peterson                 |

| Arbitri: | Paternicò Lo Guzzo Bettini |

|                                   |            |                                |
| Diawara 24, Touré 20, Roberson 19 | Punti      | 19 Fajardo, 12 Goss, 12 Kangur |
| Dixon 3                           | Assist     | 2 Fajardo, Ranniko, Slay       |
| Lang, Touré 8                     | Rimbalzi   | 9 Slay                         |
| Luca Bechi                        | Allenatori | Carlo Recalcati                |

| Arbitri: | Sahin Seghetti Weidmann |

|                               |            |                               |
| Bowers 16, Colussi 14, Ere 14 | Punti      | 22 Diawara, 17 Lang, 13 Touré |
| Di Bella 6                    | Assist     | 3 Infante                     |
| Jones 11                      | Rimbalzi   | 11 Lang                       |
| Stefano Sacripanti            | Allenatori | Luca Bechi                    |

| Arbitri: | Chiari Mattioli Crescenti |

|                                 |            |                                      |
| Touré 28, Roberson 18, Dixon 15 | Punti      | 24 White, 18 Sacchetti, 14 T. Diener |
| Diawara 2                       | Assist     | 2 Sacchetti, White                   |
| Lang 10                         | Rimbalzi   | 9 White                              |
| Luca Bechi                      | Allenatori | Romeo Sacchetti                      |

| Arbitri: | Cicoria Giansanti Capurro |

|                                   |            |                                    |
| Toolson 21, Antonutti 20, Ford 10 | Punti      | 11 Diawara, 11 Maresca, 9 Roberson |
| Cinciarini 3                      | Assist     |                                    |
| Antonutti 8                       | Rimbalzi   | 8 Diawara                          |
| Stefano Pillastrini               | Allenatori | Luca Bechi                         |

| Arbitri: | Pozzana Sardella Vicino |

|                                   |            |                                   |
| McCalebb 18, Hairston 12, Moss 12 | Punti      | 24 Roberson, 12 Touré, 11 Diawara |
| Zīsīs 8                           | Assist     | 6 Dixon                           |
| Stonerook 9                       | Rimbalzi   | 10 Touré                          |
| Simone Pianigiani                 | Allenatori | Luca Bechi                        |

| Arbitri: | Sabetta Duranti Lanzarini |

|                                |            |                                       |
| Roberson 21, Lang 14, Touré 13 | Punti      | 17 Green, 15 Leunen, 12 Mark'oishvili |
| Roberson 3                     | Assist     | 4 Green, Mazzarino                    |
| Touré 11                       | Rimbalzi   | 9 Urbutis                             |
| Luca Bechi                     | Allenatori | Andrea Trinchieri                     |

| Arbitri: | Cicoria Sahin Quacci |

|                             |            |                                       |
| Lang 22, Dixon 21, Touré 15 | Punti      | 26 D. Diener, 21 Zoroski, 12 Fletcher |
| Dixon 7                     | Assist     |                                       |
| Touré 8                     | Rimbalzi   | 7 Davis                               |
| Luca Bechi                  | Allenatori | Alessandro Ramagli                    |

| Arbitri: | Paternicò Lo Guzzo Caiazza |

|                                   |            |                               |
| Díaz 17, D. Hackett 14, Lideka 13 | Punti      | 19 Dixon, 15 Diawara, 13 Lang |
| Collins 4                         | Assist     | 3 Diawara                     |
| Lideka 9                          | Rimbalzi   | 6 Lang                        |
| Luca Dalmonte                     | Allenatori | Luca Bechi                    |

| Arbitri: | Sabetta Begnis Biggi |

|                               |            |                                  |
| Dixon 21, Diawara 15, Lang 12 | Punti      | 16 Smith, 15 Gentile, 10 Bulleri |
| Dixon Roberson 2              | Assist     | 3 Gentile                        |
| Lang 12                       | Rimbalzi   | 11 Skinner                       |
| Luca Bechi                    | Allenatori | Jasmin Repeša                    |

| Arbitri: | Cicoria Mattioli Weidmann |

|                                  |            |                                |
| Coleman 21, Sosa 18, Viggiano 11 | Punti      | 18 Touré, 12 Dixon, 12 Maresca |
| Sosa 6                           | Assist     | 6 Jackson                      |
| Viggiano 8                       | Rimbalzi   | 10 Touré                       |
| Massimo Cancellieri              | Allenatori | Luca Bechi                     |

| Arbitri: | Giansanti Tola Pinto |

|                                 |            |                                    |
| Pugi 14, Maresca 11, Jackson 10 | Punti      | 18 Szewczyk, 16 Thomas, 14 Infanti |
| Gallea 2                        | Assist     | 7 Green                            |
| Diawara 7                       | Rimbalzi   | 6 Spinelli, Szewczyk               |
| Luca Bechi                      | Allenatori | Francesco Vitucci                  |

## Statistiche

### Statistiche di squadra
| Competizione | Punti | In casa | In casa | In casa | In casa | In casa | In trasferta | In trasferta | In trasferta | In trasferta | In trasferta | Totale | Totale | Totale | Totale | Totale | Totale |
| Competizione | Punti | G       | V       | P       | Ptf     | Pts     | G            | V            | P            | Ptf          | Pts          | G      | V      | P      | Ptf    | Pts    | Diff.  |
| ------------ | ----- | ------- | ------- | ------- | ------- | ------- | ------------ | ------------ | ------------ | ------------ | ------------ | ------ | ------ | ------ | ------ | ------ | ------ |
| Serie A      | 16    | 15      | 7       | 8       | 1166    | 1182    | 15           | 1            | 14           | 1028         | 1284         | 30     | 8      | 22     | 2194   | 2466   | -272   |
| Totale       | 16    | 15      | 7       | 8       | 1166    | 1182    | 15           | 1            | 14           | 1028         | 1284         | 30     | 8      | 22     | 2194   | 2466   | -272   |

### Statistiche dei giocatori

#### In campionato
| Nome                | G  | Pun  | Min  | Falli | Falli | Tiri da 2 | Tiri da 2 | Tiri da 2 | Tiri da 3 | Tiri da 3 | Tiri da 3 | Tiri Liberi | Tiri Liberi | Tiri Liberi | Rimbalzi | Rimbalzi | Rimbalzi | Stop | Stop | Palle | Palle | Ass | Val  | Media Punti | Media Val. |
| Nome                | G  | Pun  | Min  | C     | S     | R         | T         | %         | R         | T         | %         | R           | T           | %           | O        | D        | T        | D    | S    | P     | R     | Ass | Val  | Media Punti | Media Val. |
| ------------------- | -- | ---- | ---- | ----- | ----- | --------- | --------- | --------- | --------- | --------- | --------- | ----------- | ----------- | ----------- | -------- | -------- | -------- | ---- | ---- | ----- | ----- | --- | ---- | ----------- | ---------- |
| Yakhouba Diawara    | 30 | 409  | 1045 | 76    | 135   | 104       | 210       | 49,5      | 36        | 120       | 30,0      | 93          | 133         | 69,9        | 79       | 57       | 136      | 0    | 8    | 63    | 42    | 32  | 377  | 13,6        | 12,6       |
| Anthony Roberson    | 26 | 379  | 724  | 80    | 55    | 72        | 145       | 49,7      | 62        | 175       | 35,4      | 49          | 59          | 83,1        | 17       | 58       | 75       | 1    | 3    | 56    | 29    | 22  | 226  | 14,6        | 8,7        |
| Bobby Dixon         | 29 | 365  | 886  | 71    | 101   | 71        | 156       | 45,5      | 53        | 165       | 32,1      | 64          | 82          | 78,0        | 31       | 93       | 124      | 0    | 7    | 96    | 58    | 85  | 344  | 12,6        | 11,9       |
| Hervé Touré         | 25 | 292  | 739  | 87    | 90    | 75        | 136       | 55,1      | 24        | 72        | 33,3      | 70          | 101         | 69,3        | 56       | 121      | 177      | 29   | 3    | 82    | 42    | 23  | 341  | 11,7        | 13,6       |
| Kris Lang           | 24 | 285  | 758  | 46    | 75    | 110       | 192       | 57,3      | 0         | 3         | 0,0       | 65          | 90          | 72,2        | 53       | 133      | 186      | 23   | 10   | 48    | 30    | 7   | 392  | 11,9        | 16,3       |
| Giuliano Maresca    | 30 | 195  | 628  | 81    | 43    | 40        | 87        | 46,0      | 28        | 88        | 31,8      | 31          | 36          | 86,1        | 9        | 38       | 47       | 1    | 5    | 49    | 29    | 15  | 83   | 6,5         | 2,8        |
| Luca Infante        | 30 | 76   | 403  | 59    | 41    | 25        | 62        | 40,3      | 2         | 24        | 8,3       | 20          | 28          | 71,4        | 26       | 49       | 75       | 4    | 6    | 23    | 24    | 8   | 73   | 2,5         | 2,4        |
| Anthony Giovacchini | 28 | 66   | 379  | 35    | 20    | 18        | 47        | 38,3      | 6         | 31        | 19,4      | 12          | 14          | 85,7        | 11       | 37       | 48       | 1    | 3    | 29    | 16    | 15  | 43   | 2,4         | 1,5        |
| Federico Pugi       | 11 | 28   | 82   | 11    | 8     | 9         | 16        | 56,3      | 2         | 6         | 33,3      | 4           | 6           | 66,7        | 6        | 8        | 14       | 0    | 0    | 6     | 2     | 2   | 24   | 2,6         | 2,2        |
| Cedric Jackson      | 2  | 20   | 59   | 8     | 7     | 4         | 9         | 44,4      | 3         | 11        | 27,3      | 3           | 8           | 37,5        | 1        | 9        | 10       | 0    | 1    | 11    | 1     | 6   | 6    | 10,0        | 3,0        |
| Nikola Radulović    | 4  | 17   | 64   | 11    | 5     | 1         | 5         | 20,0      | 4         | 8         | 50,0      | 3           | 6           | 50,0        | 1        | 8        | 9        | 0    | 1    | 7     | 3     | 0   | 4    | 4,2         | 1,0        |
| Edin Bavčić         | 4  | 16   | 85   | 8     | 8     | 4         | 8         | 50,0      | 2         | 6         | 33,3      | 2           | 5           | 40,0        | 7        | 11       | 18       | 1    | 0    | 8     | 4     | 0   | 20   | 4,0         | 5,0        |
| Chris Monroe        | 3  | 16   | 63   | 4     | 10    | 3         | 8         | 37,5      | 1         | 7         | 14,3      | 7           | 10          | 70,0        | 1        | 7        | 8        | 0    | 3    | 5     | 4     | 3   | 15   | 5,3         | 5,0        |
| Maurice Taylor      | 3  | 11   | 46   | 15    | 3     | 3         | 9         | 33,3      | 1         | 3         | 33,3      | 2           | 2           | 100         | 4        | 8        | 12       | 1    | 1    | 10    | 3     | 1   | -3   | 3,7         | -1,0       |
| Stefano Gallea      | 15 | 10   | 73   | 13    | 5     | 3         | 4         | 75,0      | 1         | 1         | 100       | 1           | 4           | 25,0        | 3        | 5        | 8        | 0    | 0    | 7     | 3     | 5   | 7    | 0,7         | 0,5        |
| Matteo Danese       | 2  | 7    | 14   | 0     | 2     | 1         | 6         | 16,7      | 1         | 1         | 100       | 2           | 3           | 66,7        | 3        | 1        | 4        | 0    | 1    | 1     | 1     | 0   | 6    | 3,5         | 3,0        |
| Maurizio Vorzillo   | 2  | 2    | 2    | 1     | 0     | 1         | 2         | 50,0      | 0         | 0         | 0,0       | 0           | 0           | 0,0         | 0        | 1        | 1        | 0    | 0    | 0     | 0     | 0   | 1    | 1,0         | 0,5        |
| squadra             | 0  | 0    | 0    | 1     | 5     | 0         | 0         | 0,0       | 0         | 0         | 0,0       | 0           | 0           | 0,0         | 68       | 65       | 133      | 0    | 0    | 14    | 185   | 0   | 308  | 0           | 0          |
| TOTALE              | 30 | 2194 | 6050 | 607   | 613   | 544       | 1102      | 49,4      | 226       | 721       | 31,3      | 428         | 587         | 72,9        | 376      | 709      | 1085     | 61   | 52   | 515   | 476   | 224 | 2267 | 73,1        | 75,6       |
| MEDIE               |    |      |      | 20,2  | 20,4  | 18,1      | 36,7      | 49,4      | 7,5       | 24,0      | 31,3      | 14,3        | 19,6        | 72,9        | 12,5     | 23,6     | 36,1     | 2,0  | 1,7  | 17,2  | 15,9  | 7,5 |      |             |            |